# Movimento della Filosofia Portoghese
Filosofia Portuguesa (in italiano: Filosofia Portoghese) è il nome di un movimento filosofico portoghese attivo a partire dagli Anni 1940.

## La «Filosofia Portoghese»
Anche conosciuto come «Gruppo della Filosofia Portoghese» (in portoghese: Grupo da Filosofia Portuguesa), il movimento ebbe inizio a Lisbona dal dialogo tra i filosofi Álvaro Ribeiro e José Marinho, entrambi alunni e discepoli di Leonardo Coimbra.
L'opera che segna l'inizio di questo convivio filosofico è O Problema da Filosofia Portuguesa (Il Problema della Filosofia Portoghese) di Álvaro Ribeiro, del 1943.
Tra le questioni più critiche e polemiche che sono state sollevate, dibattute e difese dal Gruppo, c'è quella dell'esistenza, del lignaggio tradizionale e della specificità di una Filosofia Portoghese, ossia, di un modo di pensare filosoficamente tipico dei lusitani, e di come questo pensiero nazionale si coniughi con l'universalità del pensiero stesso.
Alcune delle tesi della Filosofia Portuguesa sono state ispirate da correnti culturali e posizioni filosofiche di altri pensatori e movimenti portoghesi, tra i quali Sampaio Bruno, Leonardo Coimbra, Teixeira de Pascoaes e il movimento della Renascença Portuguesa, il cui ideale di riferimento fu il Saudosismo.

## Membri del Gruppo
Oltre ai due fondatori Álvaro Ribeiro e José Marinho, altri filosofi legati al movimento Filosofia Portuguesa sono António Quadros, António Telmo, Pinharanda Gomes, Dalila Pereira da Costa, Afonso Botelho, Orlando Vitorino e António Braz Teixeira.
Diversi, tra questi autori, furono protagonisti dell'iniziativa editoriale del giornale 57 e dell'omonimo movimento.
Nei primi decenni, gli incontri del Gruppo si tenevano spesso nei caffè di Lisbona.